# Pseudopleuronectes yokohamae
Espèce
Pseudopleuronectes yokohamae est une espèce de poissons appartenant à la famille des  Pleuronectidae